# FC Vitebsk
O FC Vitebsk é um clube de futebol da Bielorrússia. O clube é situado na cidade de Vitebsk e seu estádio é o Vitebsky Central Sport Complex. O clube atua na Belarusian Premier League.

## Troca de nomes
- 1960: fundado como Krasnoye Znamya Vitebsk
- 1963: renomeado para Dvina Vitebsk
- 1985: renomeado para Vityaz Vitebsk
- 1989: renomeado para KIM Vitebsk
- 1994: renomeado para Dvina Vitebsk
- 1996: renomeado para Lokomotiv-96 Vitebsk
- 2001: renomeado para Lokomotiv Vitebsk
- 2006: renomeado para Vitebsk

## Títulos
- Copa da Bielorrússia - 1998

## Elenco atual
Atualizado em agosto de 2011
Nota: Bandeiras indicam equipe nacional, conforme definido pelas regras de elegibilidade da FIFA. Os jogadores podem ter mais de uma nacionalidade não-FIFA.
| N.º |              | Posição | Jogador                |
| --- | ------------ | ------- | ---------------------- |
| 1   | Bielorrússia | G       | Maksim Moiseyev        |
| 2   | Bielorrússia | M       | Ilya Trachynski        |
| 3   | Bielorrússia | M       | Ivan Sadovnichiy       |
| 4   | Bielorrússia | M       | Artsyom Skitaw         |
| 5   | Bielorrússia | D       | Vyacheslav Yaroslavsky |
| 7   | Ucrânia      | M       | Oleksandr Knyazev      |
| 8   | Ucrânia      | M       | Oleksiy Tupchiy        |
| 10  | Rússia       | A       | Sergei Glazyukov       |
| 11  | Ucrânia      | M       | Oleh Skidan            |
| 12  | Bielorrússia | D       | Artsyom Kosak          |
| 13  | Letónia      | A       | Igors Sļesarčuks       |
| 15  | Bielorrússia | M       | Artsyom Vaskow         |
| 16  | Bielorrússia | G       | Yury Vasyutsin         |

| N.º |              | Posição | Jogador               |
| --- | ------------ | ------- | --------------------- |
| 17  | Bielorrússia | A       | Ihar Khaladkow        |
| 19  | Bielorrússia | M       | Alyaksey Krauchanka   |
| 20  | Bielorrússia | M       | Pavel Baskakov        |
| 21  | Bielorrússia | D       | Maksim Hukayla        |
| 22  | Bielorrússia | M       | Andrey Baranok        |
| 23  | Bielorrússia | M       | Artyom Pakulin        |
| 25  | Bielorrússia | M       | Alyaksandr Dzegtseraw |
| 27  | Bielorrússia | D       | Aleksey Belousov      |
| 29  | Bielorrússia | G       | Pavel Kravtsov        |
| 30  | Bielorrússia | M       | Uladzimir Maroz       |
|     | Bielorrússia | M       | Svyataslaw Bokhan     |
|     | Bielorrússia | M       | Alyaksey Plyasunow    |